# Tiger Woods PGA Tour 07
Tiger Woods PGA Tour 07 är det nionde golfspelet i PGA Tour-serien från EA Sports. Det släpptes 2006 för PlayStation 2, PlayStation 3, PlayStation Portable, Xbox, Xbox 360 och Microsoft Windows, och den 13 mars 2007 för Wii. Spelet innehåller uppdaterad grafik, nya kurser och andra nya funktioner. Det är också den sista ingången i serien som är kompatibel med Xbox-konsolen.